# Leif Larsen
Leif Andreas Larsen, né le 9 janvier 1906 et mort le 12 octobre 1990 était un officier norvégien et l'officier naval le plus décoré de la Seconde Guerre mondiale. Il est sans doute la personne la plus connue à avoir participé au Shetland Bus.
Pendant la guerre il assura avec son équipe d'hommes norvégiens les liaisons vitales entre l'Écosse et la Norvège à bord de petits bateaux de pêche d'apparence innocente. À 52 reprises Larsen débarqua des agents secrets, des armes, des munitions et ramena des réfugiés. Ceci en bravant des tempêtes, les avions et navires allemands.
Deux fois il a dû abandonner son bateau dans les eaux norvégiennes, échapper à la poursuite de l'ennemi et trouver un moyen d'évasion vers la Grande-Bretagne. Une autre fois, après un combat à la mitrailleuse avec un avion allemand à la hauteur du cercle polaire, il souqua cinq jours sur les avirons d'un canot pour conduire à terre ses camarades blessés.
Quand l'Amirauté décida qu'à n'importe quel prix le cuirassé Tirpitz devait être détruit, c'est à Leif Larsen qu'elle confia la mission.

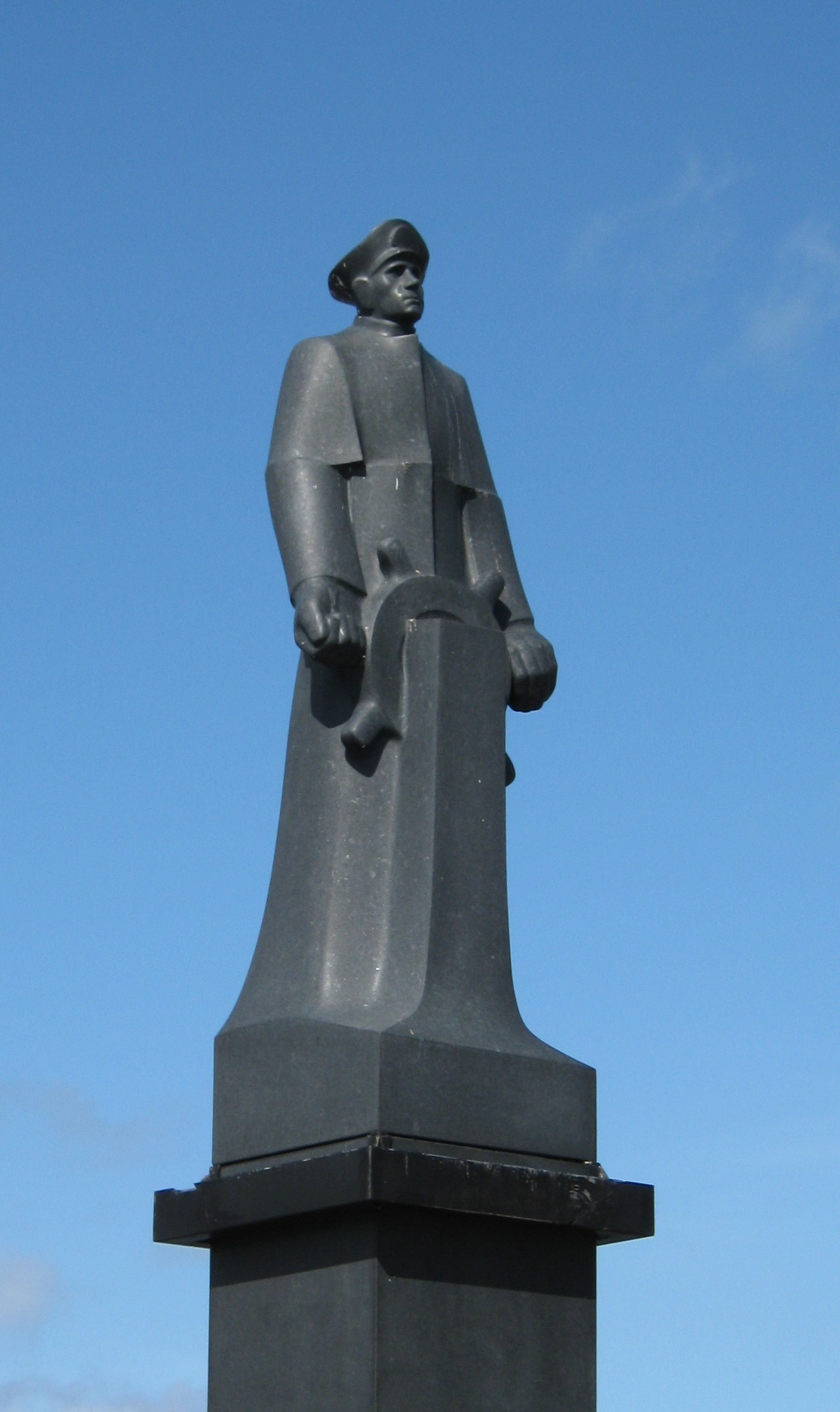
Statue de Leif Andreas Larsen à Bergen.
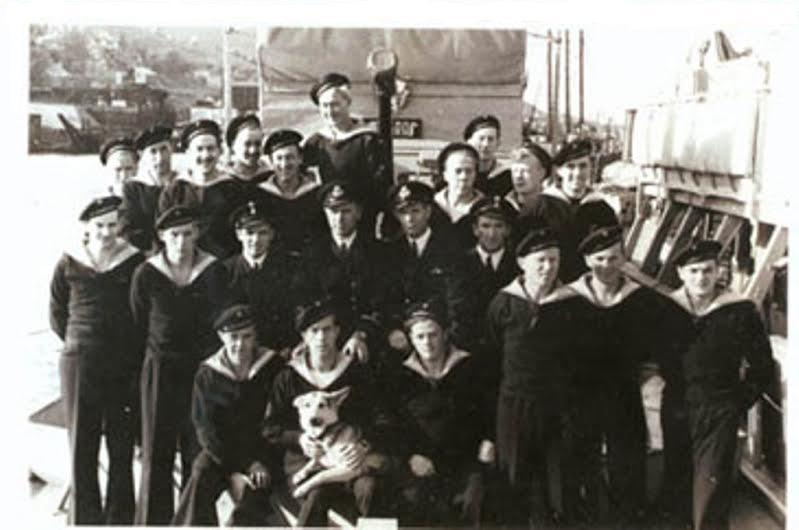
Leif Larsen et son équipage à bord du Vigra
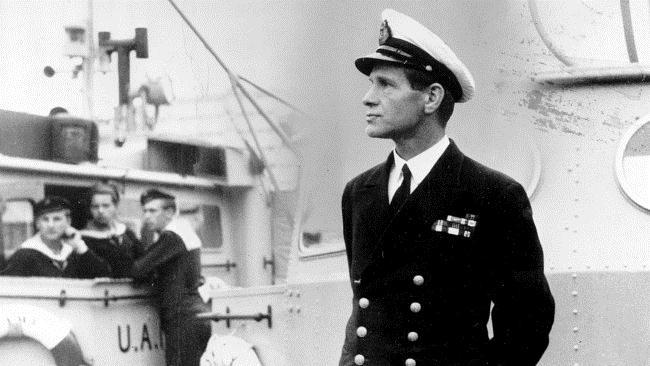
Leif Larsen

## Sources et bibliographie
- Frithjof Saelen, Mission Suicide (traduction en français du livre Sjetlands-Larsen)